# Kontrola kapitału
Kontrola kapitału – zakaz lub ograniczenie przepływu prywatnego kapitału między państwami. 

## Opis
Do XX wieku kontrola kapitału była rzadko stosowana. Stała się częsta po II wojnie światowej (m.in. system z Bretton Woods), zwłaszcza w latach 60. i 70 XX wieku. Od lat 80. XX wieku większość państw wysoko rozwiniętych zaczęła rezygnować z kontroli kapitału.
Przykładami kontroli kapitału mogą być ograniczenia działalności inwestorów zagranicznych na krajowym rynku finansowym, ograniczenia w nabywaniu przez cudzoziemców przedsiębiorstw i nieruchomości, a także inwestycji obywateli danego państwa za granicą.
Kontroli kapitału może służyć podatek od transakcji finansowych, który został zaproponowany przez laureata Nagrody Nobla, Jamesa Tobina.
Kontrola kapitału umożliwia obronę stałych kursów walutowych. Została wprowadzona m.in. przez Malezję w 1997 r. po zaatakowaniu jej waluty, z powodzeniem była stosowana też w Chile.